# Liste des épisodes de Mushoku Tensei
Cette page recense la liste des épisodes de l'anime Mushoku Tensei.

## Musiques
Saison 1
Pour la première saison de l'anime, les chansons des génériques sont produites et interprétées par Yuiko Ōhara (ja),,.
| Opening       | Opening                                                                             | Ending        | Ending                                                             |
| Épisodes      | Titre                                                                               | Épisodes      | Titre                                                              |
| ------------- | ----------------------------------------------------------------------------------- | ------------- | ------------------------------------------------------------------ |
| 1, 3 - 9      | La Ballade du Voyageur (旅人の唄, Tabibito no uta)                                  | 2 - 11        | Only (オンリー, Onrī)                                              |
| 10 - 11       | La Ballade du Réveil (目覚めの唄, Mezame no uta)                                    | 2 - 11        | Only (オンリー, Onrī)                                              |
| 12 - 15       | Chanson d'héritage (継承の唄, Keishou no uta)                                       | 12 - 23 + OAV | Le chemin à parcourir avec le vent (風と行く道, Kaze to iku michi) |
| 16 - 18 + OAV | Chant de prière (祈りの唄, Inori no uta)                                            | 12 - 23 + OAV | Le chemin à parcourir avec le vent (風と行く道, Kaze to iku michi) |
| 19 - 21       | Chant d'une berceuse lointaine (遠くの子守の唄, Tōku no komori no uta)              | 12 - 23 + OAV | Le chemin à parcourir avec le vent (風と行く道, Kaze to iku michi) |
| 22 - 23       | Chanson du voyageur - Retrouvailles - (旅人の唄～帰郷～, Tabibito no uta ~ kikyō ~) | 12 - 23 + OAV | Le chemin à parcourir avec le vent (風と行く道, Kaze to iku michi) |

Saison 2
Pour la deuxième saison de l'anime, les chansons des génériques sont produites et interprétées respectivement par LONGMAN,, Yuiko Ōhara (ja), et Ai Kayano.
| Opening       | Opening | Ending   | Ending |
| Épisodes      | Titre   | Épisodes | Titre  |
| ------------- | ------- | -------- | ------ |
| 2 - 3, 5 - 12 | Spiral  | 1 et 4   | Spiral |

## Liste des épisodes

### Saison 1
| No | Titre français,                           | Titre japonais             | Titre japonais                  | Date de 1re diffusion |
| No | Titre français,                           | Kanji                      | Rōmaji                          | Date de 1re diffusion |
| --- | ----------------------------------------- | -------------------------- | ------------------------------- | --------------------- |
| 1 | Le Chômeur réincarné                      | 無職転生                   | Mushoku tensei                  | 11 janvier 2021       |
| Après avoir été heurté par un camion et en être mort, un Japonais sans espoir et sans emploi se réincarne dans un monde fantastique sous le nom de Rudeus, fils de l'épéiste Paul Greyrat et de sa femme, la guérisseuse Zenith. Gardant ses souvenirs de sa vie antérieure, Rudeus apprend rapidement à lire et commence à pratiquer la magie. Remarquant son aptitude, les parents de Rudeus engagent l'aventurière Roxy Migurdia comme professeur de magie. Roxy a quelques doutes au début pour lui donner des cours particuliers en raison de son jeune âge jusqu'à ce qu'elle soit témoin de sa capacité unique à lancer la magie instantanément et à réaliser son potentiel. Alors que la famille Greyrat fête la bienvenue à Roxy, Rudeus promet de travailler dur pour s'améliorer et de faire bon usage de la deuxième chance qui lui a été donnée d'avoir une vie heureuse et épanouissante. |                                           |                            |                                 |                       |
| 2 | Le Professeur                             | 師匠                       | Shishō                          | 18 janvier 2021       |
| Rudeus se remémore son ancienne vie, lorsqu'il a été expulsé de chez lui et heurté par le camion qui l'a tué alors qu'il tentait de sauver des adolescents. Il passe les mois suivants à s'entraîner à la magie avec Roxy, jusqu'au jour de sa fête d'anniversaire pour ses cinq ans, lorsque Roxy déclare qu'elle n'a plus rien à lui apprendre et tiendra son examen de fin d'études. Le lendemain, Rudeus quitte son domicile pour la première fois accompagné de Roxy. Il est bouleversé par son traumatisme passé, quand il a été sévèrement intimidé par ses camarades de classe à l'école, qui l'ont conduit à devenir un reclus. Mais il finit par le surmonter en réalisant à quel point Roxy s'entend bien avec les villageois, malgré tous les préjugés dont elle souffre habituellement, en raison de ses traits étrangers en tant que démon. Lors de l'examen, Rudeus parvient à invoquer un orage massif et Roxy déclare qu'il a réussi. Roxy part alors pour continuer son voyage et Rudeus la remercie pour tout ce qu'elle a fait pour lui. |                                           |                            |                                 |                       |
| 3 | Amis                                      | 友達                       | Tomodachi                       | 25 janvier 2021       |
| Après avoir vaincu sa peur de quitter sa maison grâce à Roxy, Rudeus commence à jouer dehors tout seul jusqu'à ce qu'il sauve ce qui, selon lui, est un garçon demi-elfe appelé Sylphie d'un groupe de brutes. Sylphie devient ami avec Rudeus et commence à apprendre la magie de lui, et il est révélé que Sylphie est également capable de lancer de la magie sans incantations. Six mois plus tard, Rudeus ramène Sylphie à la maison pendant une tempête, enlève de force les vêtements de Sylphie pour qu'ils puissent prendre un bain, mais il découvre que Sylphie est en fait une fille et que son nom complet est Sylphiette. Malgré les excuses de Rudeus à Sylphiette, elle commence à l'éviter, à son grand dam. Quelque temps plus tard, Sylphiette s'approche de Rudeus et les deux se réconcilient, Rudeus étant déterminé à chérir le premier véritable ami qu'il s'est fait dans sa nouvelle vie. |                                           |                            |                                 |                       |
| 4 | Conseil de famille au pied levé           | 緊急家族会議               | Kinkyū kazoku kaigi             | 1er février 2021      |
| Les Greyrat sont ravis d'apprendre que Zenith est de nouveau enceinte, mais leur bonheur est rapidement écourté lorsque leur domestique Lilia révèle qu'elle est également enceinte après avoir eu une liaison avec Paul. Pour protéger Lilia contre une Zenith enragée, Rudeus convainc sa mère de lui pardonner en laissant Paul prendre toute la responsabilité pour l'incident, bien qu'il se rende compte que c'est elle qui l'a séduit, ce qui lui vaut la gratitude et la loyauté de Lilia. Zenith et Lilia donnent naissance à deux filles, appelées respectivement Norn et Aisha. Rudeus envisage de partir étudier à la faculté de magie de Ranoa après avoir reçu une lettre de Roxy l'encourageant, mais Sylphiette ne veut pas qu'il la quitte et il décide de chercher un travail pour payer les frais de scolarité de cette dernière. Cependant, conscients que l'attachement de Rudeus pour Sylphiette freine sa croissance, ses parents décident de les séparer en confiant leur fils à un de leurs amis, la bestiale Ghyslaine Dedoldia qui quitte le village avec lui. |                                           |                            |                                 |                       |
| 5 | La violence de la jeune demoiselle        | お嬢様と暴力               | Ojōsama to bōryoku              | 8 février 2021        |
| Alors que Ghyslaine et Rudeus quittent le village, il lit une lettre de Paul expliquant qu'il lui a trouvé un travail de tuteur pour payer ses études et celles de Sylphiette. Mais en étant certain que son attachement à Sylphiette entrave son développement, Paul lui interdit de rentrer chez lui ou la rencontrer pour les cinq prochaines années. Dans la ville de Roa, Rudeus rencontre son employeur, Philip Boreas Greyrat, qui est également le maire de la ville et le cousin de son père. Il lui charge d'enseigner à sa fille, Eris. Cependant, une fois que Rudeus est présenté à Eris, elle agit de manière hostile envers ce dernier. Certain qu'Eris ne l'écoutera pas du tout, Rudeus élabore un plan pour gagner sa confiance en simulant leur enlèvement avec le consentement de son père. Rudeus et Eris sont ainsi capturés et après l'avoir convaincue de coopérer, il utilise sa magie pour s'échapper avec elle. De retour à Roa, Rudeus découvre qu'un des serviteurs de Philip travaille avec leurs ravisseurs et qu'ils ont profité de son plan pour organiser un véritable enlèvement. Rudeus combat les ravisseurs pour protéger Eris jusqu'à ce que Ghyslaine vienne à leur secours, tuant les criminels et arrêtant le serviteur. Une fois rentrés chez eux, Eris accepte Rudeus comme son tuteur et il commence à vivre dans sa maison. |                                           |                            |                                 |                       |
| 6 | Jour de congé à Roa                       | ロアの休日                 | Roa no kyūjitsu                 | 15 février 2021       |
| Philip remercie Rudeus d'avoir protégé Eris et l'avertit de ne révéler à personne ses liens avec la famille Greyrat ou il pourrait être à nouveau ciblé. Plus tard, Ghyslaine enseigne la maîtrise de l'épée à Eris et Rudeus, tandis que Rudeus enseigne la magie, la lecture et l'écriture, ainsi que les maths à ces dernières. Cependant, Eris saute généralement ses cours par ennui et Rudeus décide de lui donner un jour de congé par semaine pour l'encourager. En se promenant dans la ville, Eris tente d'acheter à Rudeus un livre coûteux, mais il refuse, affirmant qu'elle ne peut pas donner de cadeaux à d'autres sans son propre argent et suggère à son père de lui donner de l'argent de poche. Avec son argent de poche, Eris présente à Rudeus un flacon qui l'intéressait auparavant, lui mettant une épine dans le pied, car il a peur de lui révéler ainsi qu'à Ghyslaine qu'il s'agit en fait d'un aphrodisiaque. |                                           |                            |                                 |                       |
| 7 | Ce que réservent les efforts fournis      | 努力の先にあるもの         | Doryoku no saki ni aru mono     | 22 février 2021       |
| À l'approche de la date du dixième anniversaire d'Eris. Rudeus permet à son professeur de danse de prendre du temps de son emploi du temps pour qu'elle s'améliore, tandis qu'il utilise le temps supplémentaire pour apprendre d'autres langues. Malgré cela, Eris améliore à peine sa danse et envisage d'abandonner, mais Rudeus l'encourage à continuer et commence à l'aider avec ses leçons. Alors que Rudeus améliore ses compétences en langues étrangères avec l'aide de Ghyslaine et Roxy, Eris améliore à peine sa danse et le jour de la fête, elle ne parvient pas à danser avec un autre noble. Rudeus intervient et danse avec succès avec Eris après lui avoir demandé d'incorporer certaines de ses compétences de combat dans ses mouvements. Après la fête, Rudeus retrouve le grand-père d'Eris, Sauros, qui voit une étrange boule de lumière dans le ciel et craint que cela ne soit un signe de mauvais augure. |                                           |                            |                                 |                       |
| 8 | Le premier tournant                       | ターニングポイント１       | Tāningu Pointo 1                | 1er mars 2021         |
| Deux ans plus tard, Eris et sa famille organisent une fête d'anniversaire pour Rudeus, qui est d'abord déçu que sa propre famille ne puisse pas y assister en raison de la prolifération de monstres dans le pays. Rudeus se voit offrir un bâton magique de qualité supérieure et Philip exprime sa volonté de voir Rudeus épouser Eris et de devenir son successeur, mais Rudeus rejette l'offre. Plus tard dans la nuit, Rudeus est surpris de voir Eris attendre dans sa chambre. Il tente alors d'avoir des relations sexuelles avec elle, mais elle le repousse. Réalisant son erreur, Rudeus s'excuse auprès d'Eris, qui lui pardonne. Quelques jours plus tard, un énorme nuage de mana se forme dans le ciel et le héros légendaire Perugius Dola envoie son assistant et familier Arumanfi enquêter. Soupçonnant que Rudeus, qui pratiquait avec son nouveau bâton personnel aux côtés d'Eris et Ghyslaine, puisse être impliqué dans l'apparition du nuage, Arumanfi l'attaque, mais Ghyslaine défend Rudeus et confirme son innocence lorsqu'un énorme éclat de lumière les enveloppe. |                                           |                            |                                 |                       |
| 9 | Rencontre fortuite                        | 邂逅                       | Kaikō                           | 8 mars 2021           |
| Alors qu'il se trouve dans son subconscient sous l'apparence de sa précédente vie, Rudeus a une courte rencontre avec un être qu'il ne parvient pas à distinguer ; ce dernier lui affirme qu'il est le dieu des humains connu sous le nom de Homodeus et demande de lui faire confiance, tout en lui conseillant d'aider l'homme qui l'a sauvé avant de s'en aller. Rudeus se réveille alors dans son corps actuel et apprend qu'Eris et lui sont bloqués au milieu du continent des démons et ont été sauvés par Ruijerd Speldia, un membre de la redoutée race démoniaque des Spelds, qui devient leur ami et promet de les escorter chez eux. Ruijerd amène Rudeus et Eris dans un village voisin qui est par hasard le lieu de naissance de Roxy, où ils rencontrent ses parents. Pendant leur séjour, Rudeus apprend de Ruijerd que la mauvaise réputation de son peuple vient des lances maudites qu'ils ont reçues du dieu-démon Laplace, qui les a transformés en meurtriers insensés, et que la lance en sa possession appartenait à son fils, qu'il a tué de ses propres mains, ce qui lui a néanmoins permis de reprendre ses esprits. Ému par la détermination de Ruijerd à laver la réputation de sa tribu, Rudeus décide de l'aider, et les deux partent du village avec Eris pour commencer leur voyage de retour. |                                           |                            |                                 |                       |
| 10 | La valeur de la vie et le premier travail | 人の命と初仕事             | Hito no inochi to hatsu shigoto | 15 mars 2021          |
| Le groupe de Rudeus arrive jusqu'à l'entrée de la ville de Licaris. Ils apprennent que Ruijerd est déjà méconnu dans la région avec le surnom de « Dead End ». Pour éviter tout problème, Rudeus parvient à faire passer Ruijerd pour un Migurd en teignant ses cheveux en bleu et en lui donnant le collier de Roxy. Ils s'inscrivent par la suite dans la guilde d'aventuriers locale afin de gagner de l'argent pour continuer leur voyage et tenter également de donner une meilleure impression des Spelds en prenant Dead End comme nom de groupe. Rudeus conforte Eris sur leur retour alors qu'ils se reposent dans une auberge. Sur les conseils d'Homodeus, Dead End prend comme première mission la recherche d'un « chat », qui dérive rapidement sur un démantèlement de trafic d'animaux domestiques enlevés. Ruijerd décapite l'un des trafiquants pour avoir frappé Rudeus, ce à quoi il le réprimande, mais il parvient à mettre les deux autres trafiquants, également aventuriers, sous son joug pour qu'ils s'échangent leurs requêtes tout en propageant le nom de Dead End pour leur mérite. Des tensions sont toutefois présentes au sein de Dead End, Ruijerd ne voulant pas se résoudre à s'éloigner de sa morale. |                                           |                            |                                 |                       |
| 11 | Les Enfants et le Guerrier                | 子供と戦士                 | Kodomo to senshi                | 22 mars 2021          |
| En arrivant sur les lieux, Roxy découvre que la région de Fittoa est dévastée par le cataclysme magique qui s'y est déroulé. Elle se rassure toutefois que Rudeus et sa famille sont toujours en vie, notamment Paul qui a laissé un message à son fils dans lequel il explique qu’il a confiance en Rudeus pour rentrer de lui-même et lui demande de fouiller le nord du continent central pour partir à la recherche de Zenith, Lilia et Aisha tandis qu’il se dirige vers le continent de Milis avec Norn. Il adresse également ce message à ses proches et à ses anciens compagnons du Croc du Loup Noir en implorant leur aide. Pendant ce temps, les Dead End continuent à enchaîner les quêtes dont la plus récente est l'élimination d'un monstre mystérieux dans la Forêt pétrifiée, mais ils tombent nez à nez avec deux autres groupes d'aventuriers qui sont également à la recherche du monstre. L'un des groupes, les Frapes de Tokrab, est pris en embuscade par des monstres mais Rudeus décide d'attendre avant d'attaquer, conduisant à la mort de Gablin et compliquant la relation entre lui et Ruijerd. De retour à Licaris, Rudeus est approché par un autre aventurier qui découvre ses manigances pour prendre des quêtes plus élevées et tente de le faire chanter. Ému par sa détermination à protéger Eris, Ruijerd retire sa couverture de Migurd, révélant sa véritable apparence de Speld, et menace de tuer l'aventurier s'il révèle leur secret. Après avoir quitté la ville, Rudeus se réconcilie avec Ruijerd, promettant que le groupe prenne en compte les opinions de chaque membre avant d'agir. Rudeus continue de voyager avec Eris et Ruijerd jusqu'à la ville portière de Wenport, ignorant que Roxy arrive également sur le continent pour le chercher, accompagnée de deux des anciens compagnons de Paul, Talhand et Elinalise Dragonroad. |                                           |                            |                                 |                       |
| 12 | La demoiselle aux yeux démoniaques        | 魔眼を持つ女               | Magan o motsu onna              | 4 octobre 2021        |
| À Wenport, le groupe de Dead End se trouve empêché d'embarquer car les capitaines, par peur de Ruijerd, demandent un coût prohibitif pour la traversée. Rudeus reçoit une nouvelle vision d'Homodeus qui lui conseille d'acheter de la nourriture. Bien que méfiant, le jeune garçon s'exécute. En revenant vers la plage où les autres s'entraînent, il fait la rencontre d'une créature ressemblant à une enfant aux cheveux mauves et qui semble mourir de faim. Il lui donne son repas et elle se présente à lui comme étant Kishirika Kishirisu, l'impératrice des démons. Pour le remercier, elle lui fait cadeau d'un œil démoniaque permettant d'anticiper de quelques secondes ce qui va se passer. Après avoir retrouvé ses amis, Rudeus essaye son nouveau pouvoir et parvient à battre Eris, ce qui vexe cette dernière. Voulant se racheter, Rudeus se résout à vendre sa baguette magique pour trouver l'argent de la traversée, mais Ruijerd l'en dissuade. Ils sont alors abordés par Gallus Cleaner, un mystérieux aventurier qui propose de les aider. |                                           |                            |                                 |                       |
| 13 | Chassé-croisé                             | すれ違い                   | Surechigai                      | 11 octobre 2021       |
| Roxy, Talhand et Elinalise Dragonroad décident de chercher en priorité Lila et Aisha, jugées plus vulnérables que les autres membres de la famille Greyrat. En se promenant sur la plage, Roxy aperçoit par hasard Ruijerd s'entraînant avec Eris et s'enfuit, terrifiée. Dans sa course, elle rate de peu Rudeus. De retour dans la chambre d'hôtel, elle trouve Elinalise en pleine orgie avec un groupe d'inconnus et, dans sa fureur, ravage le bâtiment, ce qui hâte son départ de Zanport. Entretemps, Gallus Cleaner propose à Dead End de récupérer une marchandise en échange de la traversée. Ruijerd embarque comme esclave dans la cale d'un navire tandis que les autres font le voyage sur un autre navire. Arrivés à Milis, Eris se remet de son mal de mer et doit laisser Rudeus aller seul retrouver Ruijerd. Au point de rendez-vous, ils découvrent que la marchandise en question est un groupe d'enfants bestian destinés à l'esclavage. Ruijerd décide d'exterminer les trafiquants, laissant Rudeus protéger et soigner les enfants. Alors qu'ils les emmènent en lieu sûr, une petite fille s'inquiète du sort d'un gros chien laissé dans les geôles des esclavagistes. Rudeus revient sur ses pas et libère l'animal, mais il est surpris par des bestians qui le prennent pour un ravisseur et le capturent. |                                           |                            |                                 |                       |
| 14 | Coûteuse gratuité                         | 只より高いものはない       | Tada yori takai mono wa nai     | 18 octobre 2021       |
| Rudeus est emmené à Doldia, un village bestian, et enfermé nu dans une cage. Le jeune garçon décide d'attendre que ses amis retrouvent sa trace et trouve des avantages à sa situation. Au bout de quelques jours, il est rejoint par Geese Nukadia, un aventurier accusé de vol et à qui le nom de Greyrat n'est pas inconnu. Le soir même, Doldia est attaquée et incendiée. Rudeus et Geese s'évadent et le jeune mage déclenche un orage pour éteindre les flammes. Il se retrouve alors face à Gallus Cleaner, le chef des assaillants, qui lui révèle qu'il a en fait servi d'appât pour trouver le village bestian où l'aventurier compte bien s'approvisionner en esclaves. Rudeus affronte le guerrier et, aidé entre autres par la bête sacrée - le chien qu'il a libéré - il triomphe de son adversaire. Les habitants de Doldia s'excusent auprès de Rudeus qui retrouve Eris et Ruijerd. |                                           |                            |                                 |                       |
| 15 | Quiétude à Doldia                         | ドルディア村のスローライフ | Dorudia mura no surō raifu      | 25 octobre 2021       |
| Retenus à Doldia par la saison des pluies, les aventuriers de Dead End s'occupent comme ils peuvent. Rudeus perfectionne son art de sculpture, Ruijerd aide les habitants à faire face aux inondations et Eris se lie d'amitié avec deux enfants sauvées, dont Tona, la fille du frère de Ghislaine, lequel considère sa sœur comme une traîtresse qui a abandonné son peuple. Eris prend la défense de Ghislaine et explique tout le bien qu'elle pense d'elle. Le père de Tona finit par accepter de laisser Eris lui enseigner l'art de combat de sa tante. La saison des pluies prend fin et vient le temps des adieux. Les trois aventuriers partent vers la capitale de Milis, accompagnés de Geese Nukadia. |                                           |                            |                                 |                       |
| 16 | Dispute de famille                        | 親子げんか                 | Oyako genka                     | 1er novembre 2021     |
| À Milision, la capitale, Geese abandonne ses amis et conseille à Rudeus d'aller consulter les avis à la guilde des aventuriers. Mais le garçon pense avoir plus urgent à faire. Alors qu'Eris et Ruijerd partent en mission, il décide d'écrire à sa famille pour lui indiquer qu'il est vivant. Interrompu par le passage d'un homme transportant un enfant ligoté, il suit le ravisseur jusque dans sa cachette où il finit par être repéré par ses complices. Il parvient à repousser leurs attaques jusqu'à l'arrivée du chef qui se révèle être Paul. Le prétendu enlèvement était en fait une mission de sauvetage d'un enfant du village. Pensant ne pas inquiéter son père, Rudeus entreprend de lui narrer ses aventures sur un ton serein. Mais son père lui reproche de ne pas avoir cherché les rescapés de la catastrophe - alors que Rudeus n'avait pas pu prendre connaissance du message du fait des évènements et ignorait que sa famille avait aussi été touchée. Le père et le fils en viennent aux mains. Rudeus finit par prendre l'avantage mais il est stoppé par Norn, qui s'interpose. Honteux, le garçon quitte les lieux. |                                           |                            |                                 |                       |
| 17 | Retrouvailles                             | 再会                       | Saikai                          | 8 novembre 2021       |
| Le lendemain de la dispute, Paul reçoit la visite de Geese. Ce dernier parvient à le mettre dans de meilleures dispositions en lui révélant combien a été difficile le voyage et en lui faisant comprendre qu'il ne peut pas trop en attendre de celui qui n'est encore qu'un enfant. Paul va retrouver Rudeus et les deux s'excusent mutuellement. Paul donne de l'argent et une lettre à son fils pour qu'il puisse rechercher Zénith, Lila et Aisha. Mais Norn reste méfiante vis à vis de son frère. |                                           |                            |                                 |                       |
| 18 | À chacun son périple                      | それぞれの旅               | Sorezore no tabi                | 15 novembre 2021      |
| Pendant que Rudeus et ses amis partent pour le continent central, Roxy rencontre une ancienne connaissance qui lui conseille de rendre visite à ses parents. On découvre alors la raison pour laquelle elle est partie de chez elle. Un handicap de naissance la rendant incapable de télépathie, contrairement à tous les migurds, elle n'a jamais pu s'intégrer au sein de son village et a fini par quitter ses parents, pensant qu'ils iraient mieux sans elle. Mais en rentrant au pays, elle comprend qu'ils n'ont jamais cessé de l'attendre et s'excuse de leur avoir causé du souci. Elle apprend également pour Rudeus et Ruijerd. Puis elle repart en quête des disparus en promettant de revenir. |                                           |                            |                                 |                       |
| 19 | Choix de parcours                         | ルート選択                 | Rūto sentaku                    | 22 novembre 2021      |
| Rudeus reçoit un nouveau message d'Homodeus qui lui conseille de se rendre au royaume de Shirone et de ne pas révéler son identité à une fillette qu'il rencontrera. Le garçon convainc ses amis de se rendre à cette nouvelle destination. Arrivé sur place, il décide d'adresser un message au palais, pensant ainsi retrouver Roxy qui s'y trouvait aux dernières nouvelles. Alors qu'il retourne à la pension, il tombe sur des soldats du prince voulant voler la lettre d'une petite fille. Il intervient et la met en sûreté. Elle se présente comme étant Aisha et la lettre est un appel au secours destiné à Paul et envoyé par Lila, retenue prisonnière au palais. Rudeus, suivant les instructions du dieu, ne donne pas son vrai nom, encouragé par les préjugés d'Aisha, pour qui son frère est un bon à rien et un pervers. Plus tard, il reçoit une invitation au palais prétendument envoyée par Roxy mais il s'agit en fait d'un piège tendu par le prince Pax Shirone, lequel le fait tomber dans une oubliette protégée par un sortilège interdisant au prisonnier toute magie. Pax explique alors vouloir se servir de lui - comme de Lila - comme d'un appât pour attirer Roxy dont il veut faire son esclave sexuelle. |                                           |                            |                                 |                       |
| 20 | Le jour où ma petite sœur est née         | 妹侍女の生まれた日         | Imōto jijo no umareta hi        | 29 novembre 2021      |
| Ruijerd et Eris sont contactés en pleine nuit par quelques gardes qui leur demandent de sauver leurs familles retenues en otages par le prince Pax pour s'assurer leur loyauté. Ruijerd décide de partir seul, laissant Eris protéger Aisha. Dans son cachot, Rudeus reçoit la visite du prince Zanova, le grand frère de Pax, qui, impressionné par ses talents de sculpteur, le supplie de lui apprendre son art. Rudeus accepte s'il l'aide à s'évader. Échouant à lever lui-même le sortilège, Zanova kidnappe Pax et menace de le tuer s'il ne libère pas Rudeus, tandis que les gardes, rassurés sur le sort de leur famille par Eris, refusent d'intervenir. Pax finit par céder. Au matin, Ruijerd est de retour avec les otages libérés, dont Lila. Mais la joie des retrouvailles est gâchée par Zanova qui blesse maladroitement Rudeus. Les évènements finissent par remonter à l'oreille du roi qui punit ses deux fils en les exilant. Avant de partir avec sa mère retrouver Paul, Aisha révèle à Rudeus qu'elle sait qu'il est son frère. |                                           |                            |                                 |                       |
| 21 | Le deuxième tournant                      | ターニングポイント２       | Tāningu Pointo 2                | 6 décembre 2021       |
| Lors d'une escale dans un village de montagne, Ruijerd déclare à Eris qu'elle est désormais une guerrière. Plus tard, le groupe croise la route du dieu-dragon Oersted et de sa compagne Nanahoshi Shizuka. Eris et Ruijerd sont paralysés de terreur mais pas Rudeus qui entame la conversation avec Oersted. Ce dernier, apprenant que Rudeus est en contact avec Homodeus, devient soudain agressif et, après avoir facilement neutralisé Ruijerd puis Eris, tente de tuer Rudeus mais l'épargne finalement à la demande de Nanahoshi. Le garçon sombre dans l'inconscience. Il est contacté par Homodeus qui lui explique qui est Oersted et pourquoi il ne peut prévoir son destin. Il donne également au garçon des informations sur son immunité aux malédictions et sur la fin de celle pesant sur Ruijerd, à présent que ce dernier s'est coupé les cheveux. |                                           |                            |                                 |                       |
| 22 | Le rêve devenu réalité                    | 現実                       | Yume                            | 13 décembre 2021      |
| Alors que les aventuriers se remettent de l'attaque, Rudeus révèle à Ruijerd que sa malédiction va prendre fin. Ils arrivent sur les lieux de la catastrophe. Là, Ruijerd remercie ses compagnons et poursuit sa route de son côté. Eris et Rudeus arrivent à Roa où ils retrouvent Ghislaine qui les informe du sort tragique des parents et du grand-père d'Eris. Eris rejoint Rudeus et lui dit qu'il est désormais sa famille, puis elle se donne à lui. Pourtant, le lendemain, elle part avec Ghislaine sans explication, laissant Rudeus le cœur brisé. |                                           |                            |                                 |                       |
| 23 | Pas à pas après l'éveil                   | 目覚め、一歩、             | Mezame, ippo,                   | 20 décembre 2021      |
| Après le départ d'Eris, Rudeus déprime, ce qui lui rappelle des souvenirs douloureux de son ancienne vie. Sur la route, Eris révèle à Ghislaine les raisons de sa fuite : ayant découvert combien elle tenait à Rudeus lors de l'attaque d'Oersted, elle ne souhaite plus se reposer sur lui mais devenir plus forte pour pouvoir le protéger. Sur le continent des démons, après avoir sorti Kishirika d'un mauvais pas, Roxy obtient d'elle la localisation des Greyrat. Tous sont en sécurité sauf Zénith, apparemment prisonnière d'une ville labyrinthe. Lila et Aisha retrouvent Paul et Norn. Rudeus finit par sortir de sa dépression et reprend la route, ignorant que Sylphie est à sa recherche pour qu'il la rejoigne à l'académie de Ranoa. |                                           |                            |                                 |                       |
| OAV (24) | La chasse aux gobelins d'Eris             | エリスのゴブリン討伐       | Erisu no goburin tōbatsu        | 16 mars 2022          |
| Cet épisode narre la première journée à la capitale de Milis du point de vue d'Eris. Alors qu'elle se rend à la guilde des aventuriers à la recherche d'une mission, la jeune fille fait la connaissance de Cliff Grimoire, un orphelin prodige de la magie, pressenti pour être le nouvel archevêque, mais qui rêve d'aventures. Pensant impressionner Eris, Cliff l'accompagne dans sa chasse aux gobelins, mais ses sorts ne parviennent qu'à brûler les corps tués par l'apprentie épéiste, rendant toute collecte de preuves impossible. Eris le dénigre alors en le comparant à Rudeus. Plus tard, alors que les deux jeunes gens se sont égarés dans une forêt, ils tombent sur une guerrière protégeant une fillette d'un groupe de guerriers qui a déjà massacré tous ses autres gardes du corps. Cliff tente de convaincre Eris de ne pas s'en mêler, mais celle-ci n'écoute pas et charge, décimant les agresseurs. La guerrière la remercie et lui propose de l'accompagner jusqu'à la ville. Curieusement, Cliff prend la peine de se cacher le visage avec un casque avant de les suivre. Ruijerd, qui suivait Eris, interroge un agresseur agonisant. Ce dernier explique qu'il est au service de Cliff et que la fillette est sa rivale pour le poste d'archevêque. De retour en ville, Cliff demande Eris en mariage, laquelle répond qu'elle préfère Rudeus. Le garçon rentre alors chez lui, obsédé par ce mystérieux rival. |                                           |                            |                                 |                       |

### Saison 2
| No | Titre français               | Titre japonais       | Titre japonais                     | Date de 1re diffusion |
| No | Titre français               | Kanji                | Rōmaji                             | Date de 1re diffusion |
| --- | ---------------------------- | -------------------- | ---------------------------------- | --------------------- |
| 0 (25) | Fitz le gardien              | 「守護術師フィッツ」 | "Shugo jutsushi fittsu"            | 2 juillet 2023        |
| Lors de la catastrophe magique, Sylphiette s'est retrouvée téléportée en plein ciel au-dessus du palais royal d'Asura. En utilisant ses pouvoirs pour survivre à sa chute, ses cheveux changent de couleur et elle tue un monstre qui menaçait la princesse Ariel Anemoy Asura et son garde du corps Luke Notos Greyrat. La princesse décide de l'engager à son service comme garde du corps contre la promesse de l'aider à retrouver ses proches, tout en lui fournissant une identité d'emprunt, Fitz, pour cacher son intrusion au palais. La popularité de la princesse lui attire la haine d'un rival qui dépêche un assassin pour la tuer. Le hasard faisant que, la nuit de l'attentat, Ariel avait convié Sylphiette à partager son lit, cette dernière fait échouer l'attaque. N'étant plus en sécurité, Ariel part en exil et rend sa liberté à l'elfe, laquelle refuse et décide de partir avec sa nouvelle amie, ainsi que Luke. |                              |                      |                                    |                       |
| 1 (26) | Le Mage brisé                | 失意の魔術師         | Shitsui no majutsushi              | 9 juillet 2023        |
| Rudeus, qui a du mal à oublier Eris, fait route vers le nord pour y chercher sa mère. Sur l'invitation de Suzanne, une aventurière, il se joint à un groupe qui part pour une chasse au grizzly. La partie tourne mal pour les chasseurs qui se retrouvent cernés par des animaux furieux. Voyant le courage de ses compagnons dans cette situation désespérée, le jeune mage reprend goût à la vie et les sauve en utilisant ses pouvoirs pour anéantir les monstres. Il est fêté en héros au retour de l'expédition. |                              |                      |                                    |                       |
| 2 (27) | Excursion nocturne en forêt  | 真夜中の森           | Mayonaka no Mori                   | 16 juillet 2023       |
| 3 (28) | Rapprochement rapide         | 急接近               | Kyūsekkin                          | 23 juillet 2023       |
| 4 (29) | Lettre d'invitation          | 推薦状               | Suisenjō                           | 30 juillet 2023       |
| 5 (30) | La Faculté de magie de Ranoa | ラノア魔法大学       | Ranoa Mahō Daigaku                 | 6 aout 2023           |
| 6 (31) | Je ne veux pas mourir        | 死にたくない         | Shinitakunai                       | 13 aout 2023          |
| 7 (32) | Le rapt des jeunes filles    | 獣族令嬢拉致監禁事件 | Kemonozoku Reijō Rachikankin Jiken | 20 aout 2023          |
| 8 (33) | Le fiancé du désespoir       | 絶望の婚約者         | Zetsubō no Konyakusha              | 27 aout 2023          |
| 9 (34) | Le masque blanc              | 白い仮面             | Shiroi Kamen                       | 3 septembre 2023      |
| 10 (35) | Un sentiment familier        | この気持ち           | Kono Kimochi                       | 10 septembre 2023     |
| 11 (36) | Je me donne à toi            | あなた               | Anata e                            | 17 septembre 2023     |
| 12 (37) | Ce que je veux te dire       | 伝えたい             | Tsutaetai                          | 24 septembre 2023     |
| 13 (38) | La maison de ses rêves       | 夢のマイホーム       | Yume no Mai Hōmu                   | 7 avril 2024          |
| 14 (39) | La réception                 | 披露宴               | Hirōen                             | 14 avril 2024         |
| 15 (40) | Au loin                      | 遥か                 | Haruka                             | 21 avril 2024         |
| 16 (41) | Norn et Aisha                | ノルンとアイシャ     | Norun to Aisha                     | 28 avril 2024         |
| 17 (42) | Les sentiments d'un frère    | 兄貴の気持ち         | Aniki no Kimochi                   | 5 mai 2024            |
| 18 (43) | Troisième tournant           | ターニングポイント３ | Tāningu Pointo San                 | 12 mai 2024           |
| 19 (44) | Voyage dans le désert        | 砂漠の旅             | Sabaku no Tabi                     | 26 mai 2024           |
| 20 (45) | Dans le labyrinthe           | 迷宮入り             | Meikyūiri                          | 2 juin 2024           |
| 21 (46) | Le cercle du sixième étage   | 第六階層の魔法陣     | Dai Roku Kaisou no Mahoujin        | 9 juin 2024           |
| 22 (47) | Parents                      | 親                   | Oya                                | 16 juin 2024          |
| 23 (48) | Le retour                    | 帰ろう               | Kaerou                             | 23 juin 2024          |
| 24 (49) | Prendre la suite             | 嗣ぐ                 | Tsugu                              | 30 juin 2024          |